# Jørgen V. Pedersen
Jørgen Vagn Pedersen (nascido em 8 de outubro de 1959) é ex-ciclista dinamarquês, um dos atletas que representou a Dinamarca nos Jogos Olímpicos de Verão de 1980 e de 1984. Ele participou do Tour de France em 1985, 1986 e 1987 para a equipe Carrera Jeans-Vagabond; sendo também o único ciclista dinamarquês que vestiu a camisa amarela na competição.